# 1586 en France
Chronologie de la France
- 1582
- 1583
- 1584
- 1585
- 1586
- 1587
- 1588
- 1589
- 1590

## Événements
- 15 février : Henri de Guise parade dans Paris pendant que se poursuit la huitième guerre de religion (1585-1598)[1].

- 4 juin : le duc d’Épernon est nommé gouverneur de Provence[1].
- 20 juin : Anne de Joyeuse conduit les troupes royales pour combattre en Languedoc[1].

- 21 juillet : le duc d’Épernon reçoit le commandement des forces royales du Dauphiné et de Provence. Il est à Lyon du 23 au 29 août, puis descend la vallée du Rhône frappée par la peste pour atteindre Avignon le 13 septembre[1].

- 18 septembre : crue du Rhône à Avignon[2].
- 21 septembre : le duc d’Épernon prend ses fonctions de gouverneur de Provence à Aix où il rejoint les forces de son frère Bernard de Nogaret. Il pacifie son gouvernement durant l’hiver[3].

- 13 novembre : Marguerite de Valois est conduite à Usson en Auvergne où elle demeure en résidence surveillée jusqu’en 1605[4].
- 17 novembre-4 décembre : siège et prise de Chorges par le duc d’Épernon sur les protestants de Lesdiguières[5].
- Novembre-décembre : période de froid rigoureux[6].

- 6 décembre : Charles de Bourgneuf est nommé évêque de Saint-Malo. Il le reste jusqu'à sa démission en 1596[7].
- 13-18 décembre : conférence de Saint-Brice près de Cognac, puis de Fontenay (février 1587)[8] et de Marans ; échec des négociations entre Catherine de Médicis et le roi de Navarre (fin le 7 mars 1587)[1].

- Famine dans la moitié Sud de la France, notamment dans le Massif central[9].
- Peste à Montpellier[10] (1586-1589), dans le Dauphiné conduisant à la perte de jusqu’aux 2/3 de la population dans certaines villes (1586-1587)[5] et en Savoie[11].
- Baptiste Androuet du Cerceau devient architecte en chef des bâtiments du roi de France[12].

## Naissances en 1586
- x

## Décès en 1586
- x